# Jack Lahne
Jack Lahne (Lusaka, 24 oktober 2001) is een Zweeds voetballer, die doorgaans speelt als rechtsbuiten. Lahne werd in april 2019 door AIK gehuurd van IF Brommapojkarna.

## Clubcarrière
Lahne doorliep de jeugdreeksen van IF Brommapojkarna alwaar hij op 15-jarige leeftijd zijn debuut maakte in de eerste ploeg tijdens een bekerwedstrijd tegen IFK Norrköping. Op 17 juni 2017 maakte hij zijn competitiedebuut voor Brommapojkarna in de thuiswedstrijd tegen GAIS Göteborg. Elf minuten voor tijd kwam hij op het veld en wist zo de 3–2 overwinning veilig te stellen. Met zes wedstrijden en één doelpunt had Lahne een klein aandeel in de promotie naar de hoogste afdeling. Tijdens het seizoen 2018 speelde Lahne 21 wedstrijden en wist hierin vijfmaal te scoren maar kon niet helpen vermijden dat de ploeg opnieuw degradeerde naar de tweede afdeling. In januari 2019 maakte Lahne ,op huurbasis, de overstap naar Amiens SC maar kwam niet in actie. In april kwam er een einde aan de huurovereenkomst maar Lahne werd onmiddellijk overgenomen, ook op huurbasis, door AIK.

## Clubstatistieken
| Seizoen | Club              | Competitie  | Competitie | Competitie | Beker | Beker | Internationaal | Internationaal | Totaal | Totaal |
| Seizoen | Club              | Competitie  | Wed.       | Dlp.       | Wed.  | Dlp.  | Wed.           | Dlp.           | Wed.   | Dlp.   |
| ------- | ----------------- | ----------- | ---------- | ---------- | ----- | ----- | -------------- | -------------- | ------ | ------ |
| 2017    | IF Brommapojkarna | Superettan  | 6          | 1          | 1     | 0     | —              | —              | 7      | 1      |
| 2018    | IF Brommapojkarna | Allsvenskan | 21         | 5          | 1     | 0     | —              | —              | 22     | 5      |
| 2019    | AIK               | Allsvenskan | 5          | 1          | 0     | 0     | —              | —              | 5      | 1      |
| Totaal  | Totaal            | Totaal      | 32         | 7          | 2     | 0     | 0              | 0              | 34     | 7      |

Bijgewerkt op 4 mei 2019.

## Interlandcarrière
Lahne doorliep verschillende nationale jeugdploegen.